# Simon Townshend

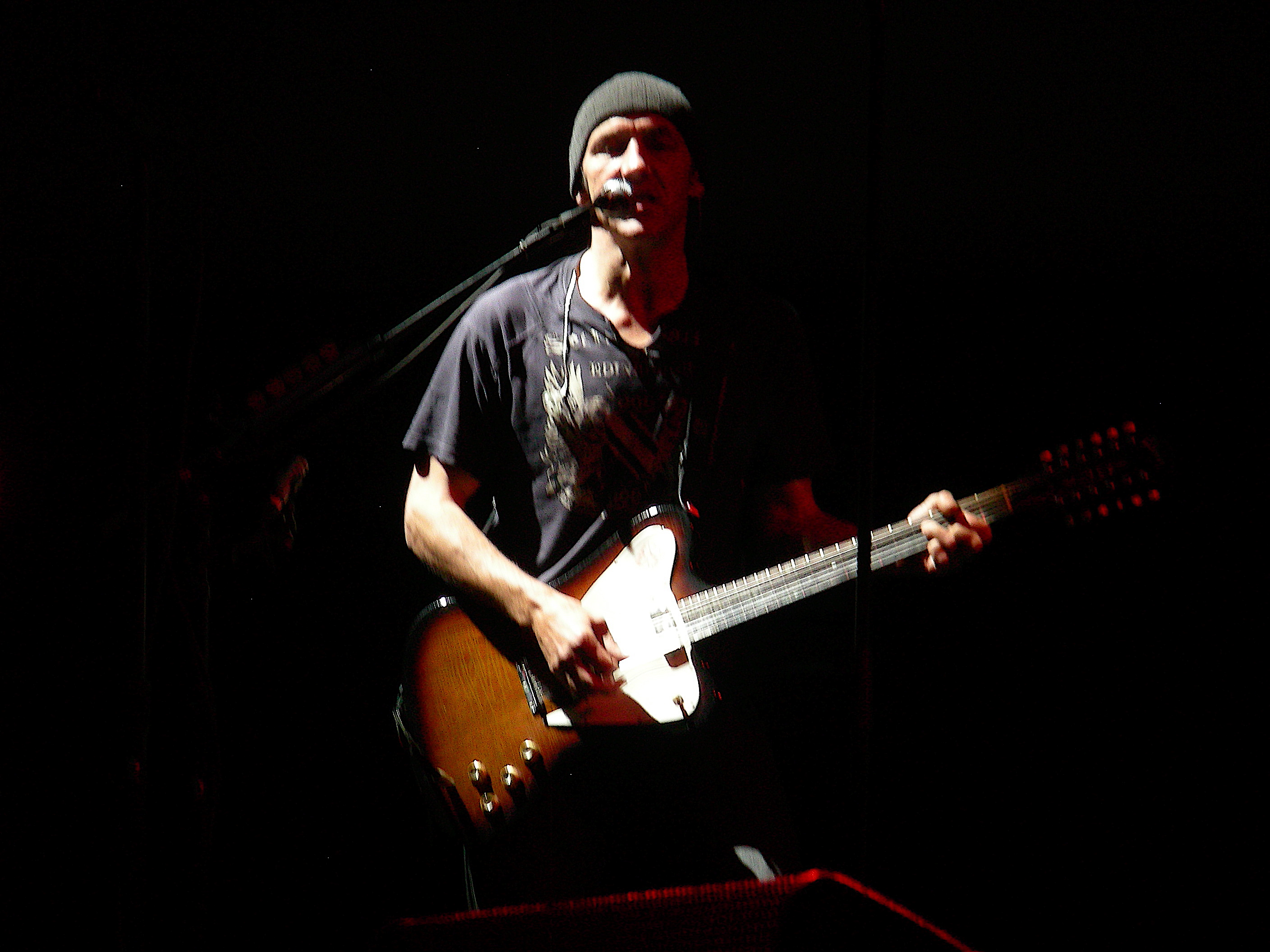
Simon Townshend podczas występu, 26 października 2008

Simon Townshend (ur. 10 października 1960) – brytyjski muzyk, gitarzysta, wokalista. Znany z występów w grupie muzycznej The Who. Jest młodszym bratem Pete'a Townshenda.